# Ethnologie

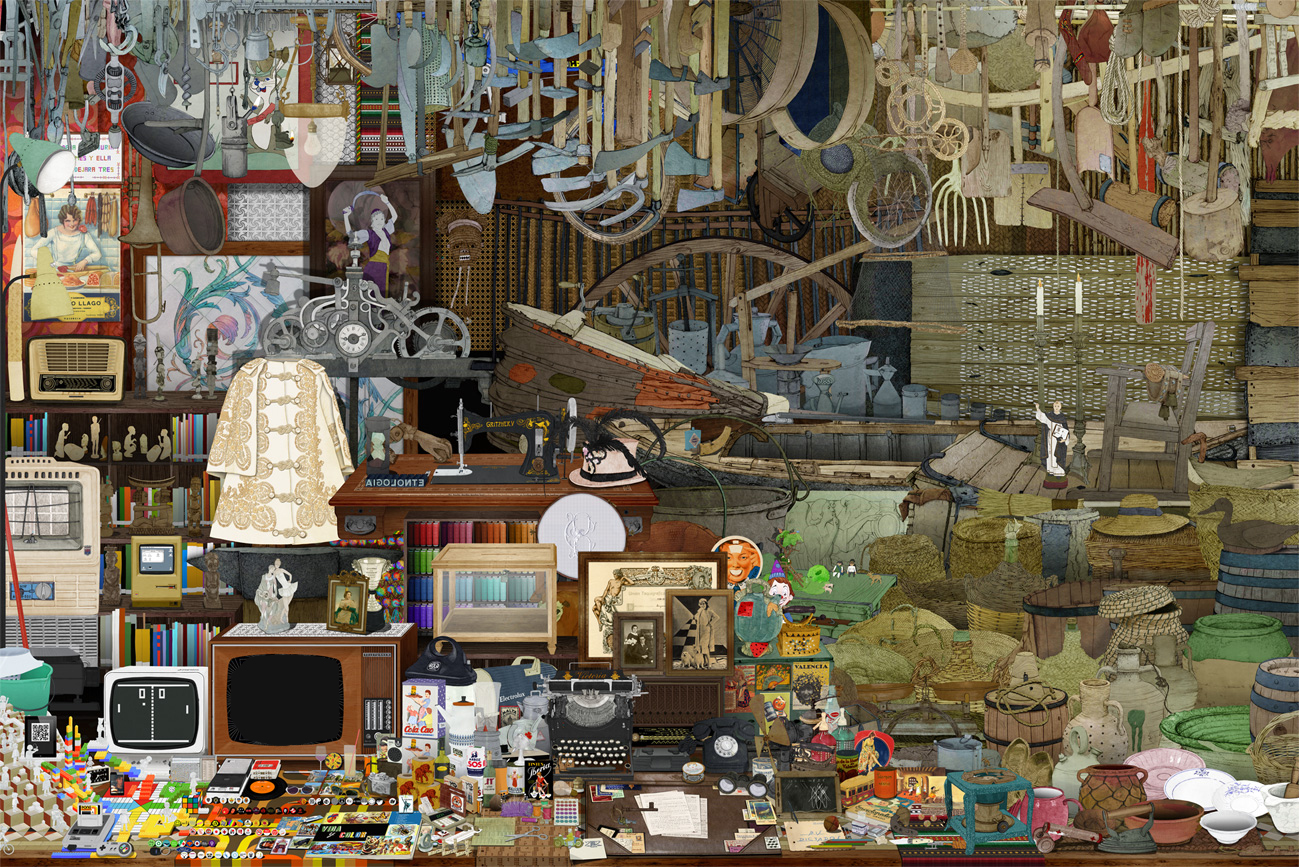
Image représentant une collection d'objets pouvant être logés dans l'étude de la discipline. Musée valencien d'ethnologie.

Ne doit pas être confondu avec Éthologie.
« Ethnologue » redirige ici. Pour l'ouvrage et le site web sur les langues du monde, voir Ethnologue, Languages of the World.
L'ethnologie  est l'étude comparative et explicative de l'ensemble des caractères culturels « les plus manifestes comme les moins avou[é]s » des groupes humains. Les caractères culturels propres à un groupe (ou bien que ce groupe partage avec d'autres, mais dont les variantes ou le mélange lui sont propres) permettent de le distinguer comme « ethnie », objet d'étude de l'ethnologie,. À l'aide de théories et de concepts qui lui sont propres, elle tente de parvenir à la formulation de la structure, du fonctionnement et de l'évolution des sociétés. Elle comporte notamment deux théories opposées, le fonctionnalisme de Bronisław Malinowski et le structuralisme de Claude Lévi-Strauss.

## Disciplines

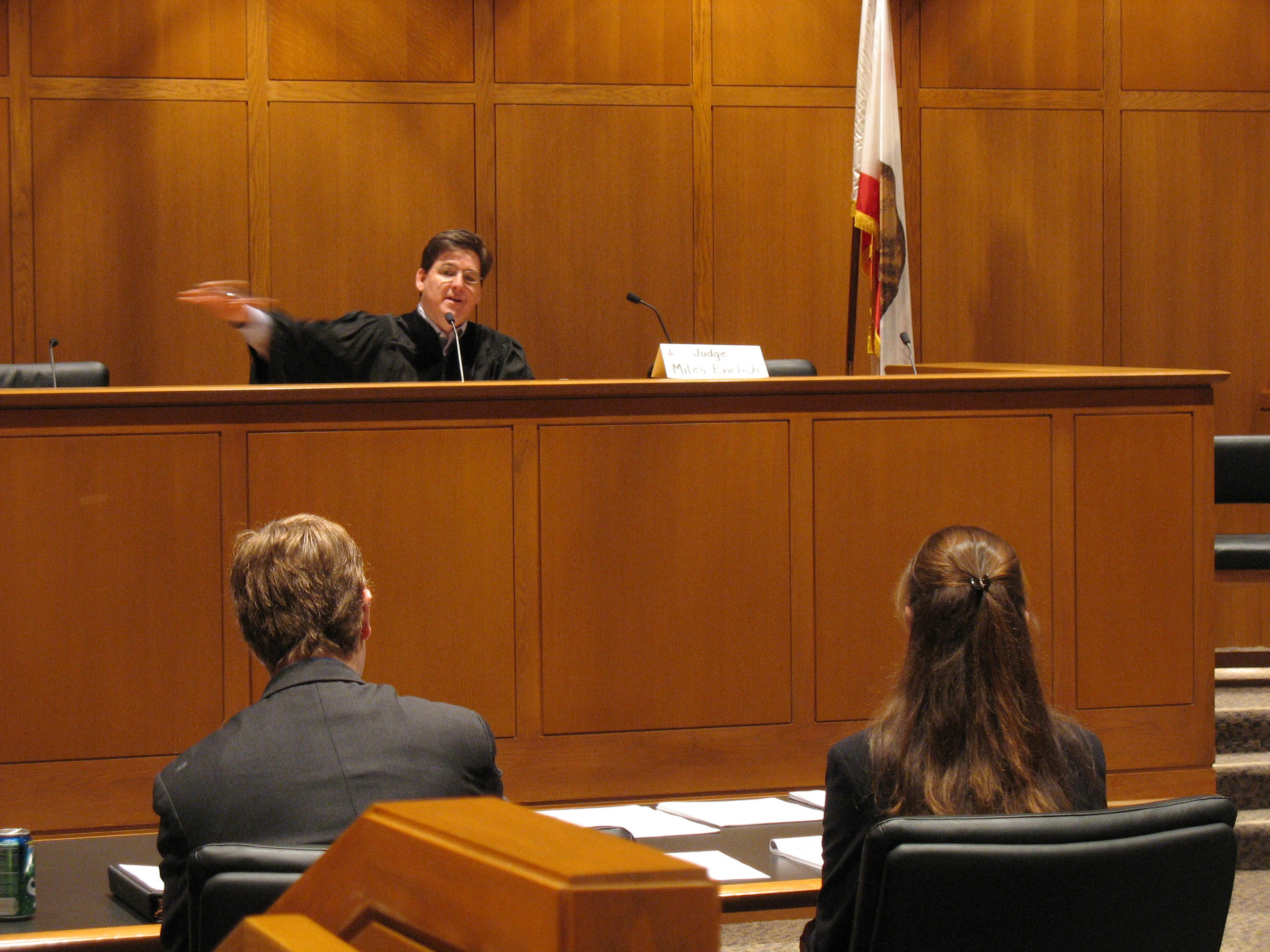
Un tribunal, un juge et un avocat aux États-Unis; l'anthropologie juridique est un domaine de l'ethnologie.

L'ethnologie recouvre de nombreuses disciplines :
- Anthropologie juridique : analyse culturelle et symbolique des phénomènes juridiques.
- Anthropologie des techniques et de l'objet.
- Anthropologie du politique : elle étudie les différentes formes que peut prendre le pouvoir au sein des sociétés humaines.
- Anthropologie de l'art : analyse culturelle et symbolique de la production artistique sous toutes ses formes.
- Ethnolinguistique : étude du langage en tant qu'expression de la culture des peuples
- Ethnomusicologie : étude des rapports entre musique et société.
- Ethnobiologie ou ethnoécologie : étude des relations entre le monde du vivant et la société.
  - Ethnobotanique : étude des rapports entre le végétal et la société.
  - Ethnoentomologie : étude des rapports entre les insectes et la société.
  - Ethnomycologie : étude des rapports entre les champignons et la société.
- Ethnochoréologie : domaine qui s'attache principalement à l'étude du répertoire dansé des populations rurales, et plus particulièrement des peuples extra-européens.
- Ethnoscénologie : études des arts vivants et performatifs abordés comme des "faits sociaux totaux".
- Anthropologie du corps : domaine qui s'attache à l'étude des activités mettant en jeu le corps, qu'elles soient de l'ordre de la modification de l'apparence (piercing, scarification…), ou de la mise en action du corps comme outil (activités physiques sportives ou artistiques…).
- Anthropologie de la santé : domaine étudiant les représentations et les expressions de la maladie, les différents moyens mis en œuvre pour la traiter et les rapports thérapeutes/malades en fonction de la culture de la société étudiée.

## Histoire

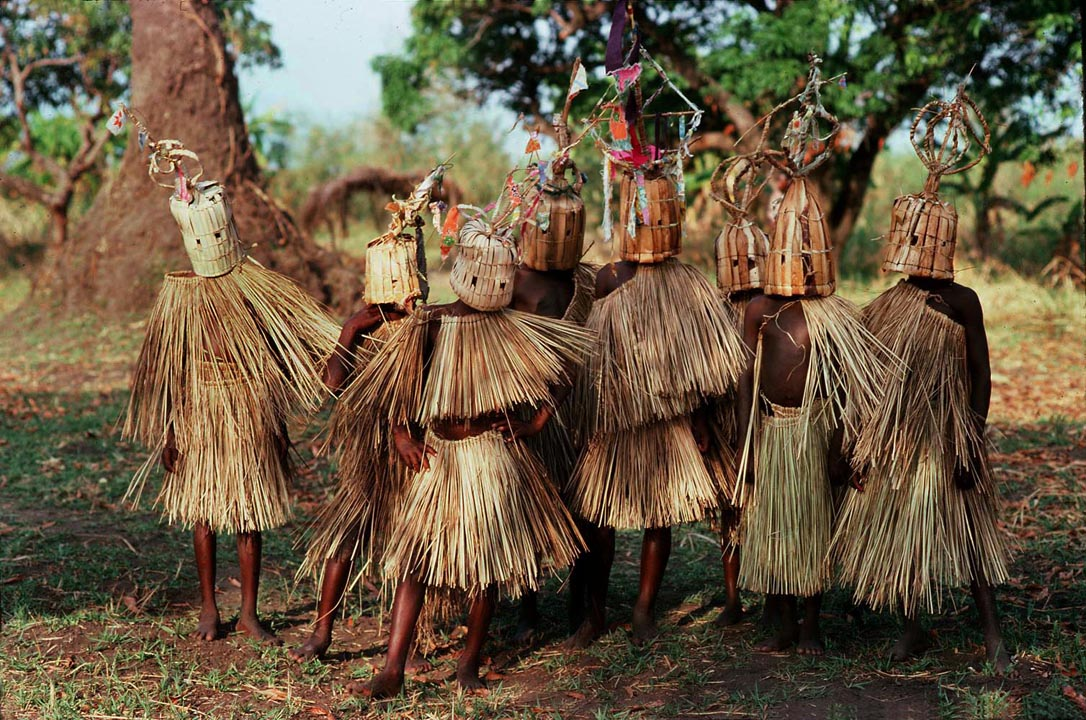
Rite de passage des Yao, peuple du Malawi.

La découverte de l'Amérique au XVe siècle par les explorateurs européens a joué un rôle important dans la formulation de nouvelles notions de l'Occident (le monde occidental), comme de la notion de « l'Autre », présenté comme « sauvage » (barbare brutal, ou « noble sauvage »). Ainsi, la civilisation a été opposée de manière dualiste à la sauvagerie, opposition classique constitutive de l'ethnocentrisme européen. L'ethnologie dans ses développements ultérieurs, et notamment l'anthropologie structurale de Claude Lévi-Strauss, ont conduit à la critique de la conception d'un progrès linéaire, et à une remise en cause de la pseudo-opposition entre « sociétés avec histoire » et « sociétés sans histoire », et de la définition de l'histoire comme croissance cumulative.
L'ethnologie est considérée comme un domaine académique depuis la fin du XVIIIe siècle en Europe. Elle est parfois conçue comme une étude comparative de groupes humains. Le terme « ethnologia » est utilisé pour la première fois par Adam František Kollár (1718-1783) dans Historiae ivrisqve pvblici Regni Vngariae amoenitates, Vienne, 1783. L'ethnologie s'est séparée de la littérature et de l'exotisme vers la fin du XVIIIe siècle, avec la fin de l'étranger analysé d'un point de vue encore trop « ethnocentrique » — même s'il est possible de considérer avec Lévi-Strauss le chapitre des Essais de Montaigne sur le cannibalisme (datant du 16e siècle) comme un texte précurseur de l'ethnologie —. C'est aussi lors des colonisations européennes que les sciences ethnologiques se différencient de la littérature exotique. Synonyme au début du XIXe siècle de « science de la classification des races », le terme «ethnologie» désigne, durant toute la première moitié du XIXe siècle, et aujourd'hui encore parfois, l’ensemble des sciences sociales qui étudient les sociétés dites « primitives ». Les premiers ethnologues ont ainsi exploité des documents rapportés par les explorateurs, les officiers militaires, les négociants, ou encore des missionnaires. Le mot anthropologie lui est parfois préféré, science dont l’ethnologie constituerait une partie ou une étape. C’est Lévi-Strauss qui fut un des introducteurs de ce mot et du concept dans la tradition intellectuelle française. L’Institut d'ethnologie de l'université de Paris est créé en 1925 par Marcel Mauss et Lucien Lévy-Bruhl. En 1934, Germaine Tillion est diplômée de l'Institut et part en mission dans l'Aurès. À la suite des réformes de l'université de Paris et des transformations des sciences sociales, les compétences de l'Institut sont transférées au Muséum national d'histoire naturelle en 1973.
Claude Lévi-Strauss récuse l'opposition admise dans la tradition ethnologique entre « sociétés à histoire » et « sociétés sans histoire » ; la notion de « société sans histoire » masque selon lui une méconnaissance de l'histoire de l'Autre. Il écrit ainsi : « On parle volontiers des « peuples sans histoire » (pour dire parfois que ce sont les plus heureux). Cette formule elliptique signifie seulement que leur histoire est et restera inconnue, mais non qu’elle n’existe pas. Pendant des dizaines et même des centaines de millénaires, là-bas aussi, il y a eu des hommes qui ont aimé, haï, souffert, inventé, combattu. En vérité, il n’existe pas de peuples enfants ; tous sont adultes, même ceux qui n’ont pas tenu le journal de leur enfance et de leur adolescence » (Race et Histoire). Pour cet auteur, la non-historicité ne relève pas d'une réalité objective mais d'une illusion de l'observateur : paraissent actives les cultures qui nous sont proches et intelligibles ; paraissent immobiles au contraire celles dont l'évolution diffère de la nôtre.
Claude Lévi-Strauss a cherché, par une approche structurale, à découvrir des invariants universels dans la société humaine, dont faisait partie selon lui le tabou de l'inceste. Cependant, les revendications d'un tel universalisme culturel ont été critiquées par divers penseurs du XXe siècle, notamment Michel Foucault, Derrida, Althusser et Deleuze.
L'école française d'ethnologie a été particulièrement importante pour le développement de la discipline, depuis le début des années 1950. Parmi les personnalités importantes de ce mouvement figurent Lévi-Strauss, Paul Rivet, Marcel Griaule, Germaine Dieterlen et Jean Rouch.
Dans son sens (restreint) actuel, l’ethnologie enveloppe exclusivement les études synthétiques et les conclusions théoriques, élaborées à partir des documents ethnographiques et orientées plus particulièrement vers les problèmes de diffusion, de contacts, d’origine, de reconstitution du passé. C’est ce sens que les anglophones attribuent depuis longtemps au mot ethnology. L’étude des problèmes plus généraux constituerait les champs de l’anthropologie sociale et de l’anthropologie culturelle.

## L'ethnologie dans les sciences humaines

### Ethnologie et sociologie
Historiquement, l'ethnologie diffère de la sociologie en ce qu'elle privilégie non pas l'étude des phénomènes sociaux des pays développés comme le ferait cette dernière, mais les communautés traditionnelles, qui ont longtemps été considérées comme des « cultures primitives ». Aujourd'hui cependant, les ethnologues entreprennent de retrouver ces aspects culturels prétendument « primitifs » dans les sociétés occidentales (la magie par exemple).
Il existe entre ethnologie et sociologie une différence dans les angles d'approche. On pourrait attribuer à la sociologie les méthodes quantitatives faites de sondages, de questionnaires, d'entretiens individualisés. L'ethnologie utilise plutôt des méthodes qualitatives, telles que l'enquête de longue durée et l'observation participante.
On peut aussi évoquer la dimension symbolique comme une caractéristique de l'ethnologie : étude des mythes, des rites, et globalement des pratiques et perceptions symboliques du monde environnant. Cette distinction a été résumée par l'ethnologue Jean Poirier (1921-2009) : « Nous rappelons que la définition de l’ethnologie a profondément évolué. Il semble qu’aujourd’hui, reconnue comme science des communautés (des groupements centrés sur des motivations traditionalistes), elle mesure mieux ses rapports avec la sociologie, discipline sœur, science des collectivités (des groupements centrés sur des motivations rationalistes) ».

### Ethnologie et ethnographie
À ce sujet, l'usage est de se référer à la définition de Claude Lévi-Strauss. On pourrait la résumer de la façon suivante : l'ethnographie est une phase de recueil de données ; en tant qu'outil de l'ethnologie, elle entretient avec elle le même rapport que la fouille archéologique avec l'archéologie. L'ethnographie fait partie de l'ethnologie. On peut dire que l'ethnologie théorise les descriptions de l'ethnographie, dont l'unité d'étude est l'ethnie, groupe humain caractérisé par sa langue et sa culture.

### Ethnologie et anthropologie
Selon Claude Lévi-Strauss, l'ethnographie est le recueil des données sur le terrain. L'ethnologie est l'analyse de ces données et l'anthropologie est un travail comparatif. Lévi-Strauss est une exception dans le paysage anthropologique. Il a fait très peu de travaux de terrain, contrairement à bon nombre de ses confrères. Il estimait faire de l'anthropologie, la dernière étape de sa classification.[réf. nécessaire]
À son époque, très peu d'anthropologues étaient d'accord avec sa classification. Il en est de même aujourd'hui. En effet, dans la pratique, ces étapes ne sont pas hermétiques. Lorsque l'on voit quelque chose, on pense à la problématique que l'on pourra développer. De même, lorsqu'on analyse les données, on est déjà en train de les comparer avec ce qui est déjà connu.[réf. nécessaire]

### Ouvrages
- Anne Dhoquois (dir.), Comment je suis devenu ethnologue (Marc Augé, Jean Cuisenier, Philippe Descola... et al.), le Cavalier Bleu, Paris, 2008, 219 p.  (ISBN 978-2-84670-194-5)
- E.E. Evans-Pritchard, La femme dans les sociétés primitives et autres essais d’anthropologie sociale, PUF, Paris, 1971, 246 p.
- Germaine Tillion, Il était une fois l’ethnographie, Paris, Seuil, 2000, 292 p. (ISBN 9782020257022)
- Sylvaine Camelin et Sophie Houdart, L’ethnologie, coll. « Que sais-je ? », Presses universitaires de France, Paris, 2010, 127 p.  (ISBN 978-2-13-057237-4)
- Jacqueline Christophe, Denis-Michel Boëll et Régis Meyran (dir.), Du folklore à l’ethnologie, Éd. de la Maison des sciences de l'homme, Paris, 2009, 403 p.  (ISBN 978-2-7351-1233-3)
- Jean Copans, L’enquête ethnologique de terrain, 3e éd., Armand Colin, Paris, 2011 (réimpr. en 2013), 127 p.  (ISBN 978-2-200-24798-0)
- Daniel Fabre et Jean-Marie Privat (dir.), Savoirs romantiques, une naissance de l’ethnologie, Presses universitaires de Nancy, Nancy, 2011, 354 p.  (ISBN 978-2-8143-0039-2)
- Michel Izard et Pierre Bonte (dir.), Dictionnaire de l'ethnologie et de l'anthropologie, 4e éd., Presses universitaires de France, Paris, 2010, 842 p.  (ISBN 978-2-13-058426-1)
- Robert Lowie, Histoire de l’ethnologie classique des origines à la Seconde Guerre mondiale, rééd., Payot, Petite Bibliothèque Payot, 1991, 266 p.  (ISBN 978-2-228-88346-7)
- Camille Mazé, Frédéric Poulard et Christelle Ventura (dir.), Les musées d’ethnologie : culture, politique et changement institutionnel, CTHS, Paris, 2013, 295 p.  (ISBN 978-2-7355-0789-4)
- Martine Segalen (dir.), Ethnologie : concepts et aires culturelles, A. Colin, Paris, 2001, 320 p.  (ISBN 2-200-26107-1)
- Jean Guiart, « L’anthropologie appliquée », dans Sociétés mélanésiennes : Idées fausses, idées vraies, Le Rocher-à-la-Voile, Nouméa 2001, (la couverture porte Sociétés canaques).

### Articles
- Gérard Lenclud, « L'ethnologie » Le Discours philosophique, Jean-François Mattei, ed., 1 vol., Paris, PUF, 1998.
- Robert Creswell, « L’ethnologie », in André Jacob, Encyclopédie philosophique universelle, I, L’Univers philosophique, Paris, PUF, 1992, p. 1310-1316.
- Jean-François Mattéi et Jean Poirier, « Conceptualisation des sociétés traditionnelles », in André Jacob, Les Notions philosophiques, op. cit., p. 789-971.
- Jean-Marie Pradier, « Vous avez-dit ethnoscénologie ? », L'ethnographie, 2 | 2020, mis en ligne le 20 mars 2020. URL : https://revues.mshparisnord.fr/ethnographie/index.php?id=478
- Jean Poirier, « L’écriture des traditions orales », ibid., p. 791-813. ; « Ethno-logique », L’Univers philosophique, op. cit., p. 1435-1570. ; « Traditions et écritures », ibid., p. 1571-1684.

## Filmographie
- Histoires d'objets, objets d'histoire, initiation à l'ethnologie, cultures en dialogue : formations des enseignants (2009), Musée du quai Branly, Paris, 2010, 2 h 42 min (DVD)